# Сейшельский кольчатый попугай
Сейшельский кольчатый попугай (лат. Psittacula wardi) — исчезнувший вид птиц из семейства Psittaculidae

## Внешний вид
Длина тела 41 см. Напоминал попугая Александра, но был меньшего размера и без розового цвета в «ожерелье».

## Распространение
Обитал на островах Маэ и Силуэт (Сейшельские острова), изредка залетал на остров Праслен.

## Причины исчезновения
Исчез в начале XX века, предположительно, из-за интенсивного преследования фермерами и владельцами кокосовых плантаций. Уже в момент открытия вид считался редким, последнюю птицу видели в 1906 году.